# Jennifer Hale
Jennifer Hale, född den 1 januari 1972 i Happy Valley-Goose Bay i Kanada, är en amerikansk skådespelerska och röstskådespelerska. Hon har gjort röst till ett flertal karaktärer i datorspel som Grandia II, Mass Effect-serien, Diablo III, Star Wars: Knights of the Old Republic, Tales of Symphonia, Metroid-serien, Metal Gear-serien, Brütal Legend och Halo 4.

## Filmografi

### Filmer
| Filmtitel                                                                         | År   | Roll(er)                                 | Noter                     |
| --------------------------------------------------------------------------------- | ---- | ---------------------------------------- | ------------------------- |
| Love Potion No. 9                                                                 | 1992 | Catty Woman                              |                           |
| Mortal Kombat: The Journey Begins                                                 | 1995 | Sonya Blade                              | röst                      |
| Gold Diggers: The Secret of Bear Mountain                                         | 1995 | Adult Beth                               | Röst, som Carren Learning |
| Bruno the Kid: The Animated Movie                                                 | 1996 | Leecy Davidson                           | röst                      |
| Mighty Ducks the Movie: The First Face-Off                                        | 1997 | Mallory McMallard                        | röst                      |
| Scooby-Doo and the Witch's Ghost                                                  | 1999 | Thorn                                    | röst                      |
| Sinbad: Beyond the Veil of Mists                                                  | 2000 | Princess Serena                          | röst                      |
| Scooby-Doo and the Alien Invaders                                                 | 2000 | Dottie                                   | röst                      |
| Cowboy Bebop: Knockin' on Heaven's Door                                           | 2001 | Elektra Ovirowa                          | röst: engelsk dubb        |
| Musse Piggs magiska jul - Julfest hos Musse                                       | 2001 | Askungen                                 | röst                      |
| Askungen II: Drömmen slår in                                                      | 2002 | Askungen                                 | röst                      |
| The Powerpuff Girls Movie                                                         | 2002 | Ms. Keane                                | röst                      |
| Scooby-Doo and the Legend of the Vampire                                          | 2003 | Thorn och Queen                          | röst                      |
| Powerpuff Girls: Twas the Fight Before Christmas                                  | 2003 | Ms. Keane, Princess Morbucks             | röst                      |
| Lilo & Stitch 2                                                                   | 2005 | Olika röstroller                         | röst                      |
| Codename: Kids Next Door: Operation: Z.E.R.O.                                     | 2006 | Dator, Numbuh 86, Runt, Numbah One's Mom | röst                      |
| Wunderkind Little Amadeus                                                         | 2006 | Anna Maria, Amadeus' mother              | röst                      |
| Askungen - Det magiska trollspöet                                                 | 2007 | Askungen                                 | röst                      |
| TMNT                                                                              | 2007 | Olika röstroller                         | röst                      |
| Billy & Mandy's Big Boogey Adventure                                              | 2007 | Billys mamma                             | röst                      |
| Naruto the Movie 2: Great Clash! The Illusionary Ruins at the Depths of the Earth | 2008 | Kamina                                   | röst                      |
| Den lilla sjöjungfrun - Sagan om Ariel                                            | 2008 | Alana                                    | röst                      |
| Superman/Batman: Public Enemies                                                   | 2009 | Starfire, Killer Frost                   | röst                      |
| Totally Spies! The Movie                                                          | 2010 | Sam, Mandy                               | röst                      |
| Kung Fu Magoo                                                                     | 2010 | Agent L                                  | röst                      |
| Röjar-Ralf                                                                        | 2012 | Olika röstroller                         | voice                     |

### TV-serier
| Titel                                       | År           | Roll(er) | Noter                                                                       |
| ------------------------------------------- | ------------ | --- | --------------------------------------------------------------------------- |
| A Father's Homecoming                       | 1988         | |                                                                             |
| Traveling Man                               | 1989         | Joey |                                                                             |
| In the Line of Duty: Manhunt in the Dakotas | 1991         | Mary Ann Kahl |                                                                             |
| Biker Mice from Mars                        | 1993–1996    | Harley | röst                                                                        |
| The Pink Panther                            | 1993         | Additional Voices | röst                                                                        |
| Sonic the Hedgehog                          | 1993         | Additional Voices | röst                                                                        |
| Where on Earth is Carmen Sandiego?          | 1994–1998    | Ivy | röst                                                                        |
| Skeleton Warriors                           | 1994         | Jennifer Steele/Talyn | röst                                                                        |
| Scooby-Doo in Arabian Nights                | 1994         | Alliyah-din | röst                                                                        |
| The Tick                                    | 1994         | Carmelita (1995–1996) | röst                                                                        |
| Iron Man                                    | 1994–1996    | Spider-Woman/Julia Carpenter (1995–1996) | röst                                                                        |
| Spider-Man: The Animated Series             | 1994–1998    | Felicia Hardy/Black Cat | röst                                                                        |
| The Twisted Tales of Felix the Cat          | 1995         | Candy Kitty, Olika röstroller | röst                                                                        |
| Mighty Ducks                                | 1996–1997    | Mallory McMallard | röst                                                                        |
| Bruno the Kid                               | 1996         | Leecy Davidson | röst                                                                        |
| The Real Adventures of Jonny Quest          | 1996         | Jessica Margaret Leya 'Jessie' Bannon (1997) | röst                                                                        |
| Just Shoot Me                               | 1997         | Model |                                                                             |
| Cow and Chicken                             | 1997         | P.E. Teacher, Additional Voices | röst                                                                        |
| The Powerpuff Girls                         | 1998–2005    | Princess Morbucks, Ms. Keane, Big Mary, Sedusa, Additional Voices | röst                                                                        |
| Förhäxad                                    | 1999         | Neighbor (episode "Morality Bites") |                                                                             |
| Rocket Power                                | 1999         | Paula Dullard | röst                                                                        |
| The Chimp Channel                           | 1999         | Kimmy, Marina | röst                                                                        |
| The New Woody Woodpecker Show               | 1999         | Hinga | röst                                                                        |
| Spider-Man Unlimited                        | 1999–2001    | Lady Vermin of the Knights of Wundagore, Additional Voices (1999–2001) | röst                                                                        |
| Hos Musse                                   | 2001         | AAskungen, Prinsessan Aurora | röst                                                                        |
| Shrinking Violet                            | 2001         | Raven Wells | röst                                                                        |
| Samurai Jack                                | 2001         | Olika röstroller | röst                                                                        |
| The Grim Adventures of Billy & Mandy        | 2001–2008    | Billys mamma (Gladys), Mallory, Olika röstroller | röst                                                                        |
| Totally Spies!                              | 2001–        | Samantha "Sam", Mandy, Various | röst                                                                        |
| Time Squad                                  | 2001         | Josephine Bonaparte | röst                                                                        |
| Codename: Kids Next Door                    | 2002–2008    | Numbuh 86 (2003–2008 ), Computer, Mrs. Thompson, Nurse Claiborne, Runt, Dixie, Mrs. Uno, Mrs. Beatles, Negative Numbuh 86, Rowdy Hooligans From Across The Square and Rainbow Monkey | röst                                                                        |
| Mirmo!                                      | 2002–2005    | Pappi | röst                                                                        |
| Gotham Girls                                | 2002         | Commissioner, Prison Warden Caroline | röst                                                                        |
| Fillmore!                                   | 2002–2004    | Natasha (episod "The Currency of Doubt") | röst                                                                        |
| What's New, Scooby-Doo                      | 2002–2006    | Thorn (episode "The Vampire Strikes Back"), House Computer, Allison (episode "High-Tech House of Horrors"), Honey Hensecker, Dr. Joan Goodfew (episode "Safari So Good"), Meadow, Maize, Knox (episode "Homeword House"), Leora Lasswell (episode "Go West, Young Scoob"), Sue Krose (episode "Gold Paw"), Linda, Gooey-Oh Creature, Zombie Kid #3 (episode "E-Scream") | röst                                                                        |
| Stuart Little: The Animated Series          | 2003         | Eleanor Little, Martha Little | röst                                                                        |
| Xiaolin Showdown                            | 2003–2006    | Katnappe | röst                                                                        |
| All Grown Up!                               | 2003         | Brett, Diane | röst                                                                        |
| Justice League Unlimited                    | 2004         | Giganta, Killer Frost, Inza, Zatanna, Black Siren | röst                                                                        |
| Brandy & Mr. Whiskers                       | 2004–2006    | Margo, Gina the Olingo | röst                                                                        |
| Camp Lazlo                                  | 2005         | Mrs. McCannon, Misty, Suzie | röst                                                                        |
| Avatar: The Last Airbender                  | 2005         | June, Avatar Kyoshi | röst                                                                        |
| Ben 10                                      | 2006         | Teacher, Jamie (episode "And Then There Were 10"), Joey (Rojo) (episoderna "The Alliance", "Ben 10 vs. the Negative 10" Pts. 1 & 2), Gilbert, Mandy (episod "Camp Fear"), Turbine (episod "Ben 4 Good Buddy") | röst                                                                        |
| Class of 3000                               | 2006–2008    | Madison, Ms. Lopez, Bianca Moon | röst                                                                        |
| Legion of Super Heroes                      | 2006–2008    | Emerald Empress, Martha Kent, other voices | röst                                                                        |
| Random! Cartoons                            | 2007         | Ms. Penelope, Express Mail, Co-Worker #3, and Mom | röst                                                                        |
| Back at the Barnyard                        | 2007         | Freddy's Mom | röst                                                                        |
| El Tigre: The Adventures of Manny Rivera    | 2007         | Sophie Jarre, La Skunkette Rouga | röst                                                                        |
| Star Wars: The Clone Wars                   | 2009–2010    | Aayla Secura, Senator Riyo Chuchi, Lolo Purs | röst                                                                        |
| Wolverine and the X-Men                     | 2009         | Jean Grey, | röst                                                                        |
| Batman: The Brave and the Bold              | 2008–2011    | Ramona, Zatanna, Poison Ivy (First appearance only), Ice, Killer Frost | röst                                                                        |
| Scooby-Doo! Mystery Incorporated            | 2010         | Thorn (episode "In Fear of the Phantom"), Delilah Blake (episod "The Legend of Alice May") | röst                                                                        |
| The Avengers: Earth's Mightiest Heroes      | 2010–present | Carol Danvers / Ms. Marvel, Corrina Korvac | röst                                                                        |
| G.I. Joe: Renegades                         | 2010–2011    | Wendy | episode "Dreadnoks Rising"                                                  |
| TUFF Puppy                                  | 2010–present | Additional voices | röst                                                                        |
| Green Lantern: The Animated Series          | 2011–present | Carol Ferris | röst                                                                        |
| Generator Rex                               | 2011–present | Black Knight | röst                                                                        |
| Motorcity                                   | 2012–        | Foxy | röst i episod, "The Duke of Detroit"                                        |
| Sofia the First                             | 2012         | Askungen, Prinsessan Aurora | röst och sångröst för Askungen                                              |
| Xiaolin Chronicles                          | 2013         | Kimiko Tohomiko, Ashley / Katnappe | röst l "The Legend Of Gia: Rise Of The Elements" ll 2013 ll Avery Parkerson |

### Datorspel
Samtliga angivna roller är röstroller och, i tillämpliga fall, för engelskdubbade versioner.
| Titel                                                      | År   | Roll(er)                                                                                         | Noter                                                           |  |
| ---------------------------------------------------------- | ---- | ------------------------------------------------------------------------------------------------ | --------------------------------------------------------------- |  |
| Quest for Glory IV: Shadows of Darkness                    | 1994 | Katrina                                                                                          |                                                                 |  |
| The Dark Eye                                               | 1995 |                                                                                                  |                                                                 |  |
| G-Nome                                                     | 1997 | Computer Voice                                                                                   |                                                                 |  |
| Star Wars: X-Wing vs. TIE Fighter                          | 1997 |                                                                                                  |                                                                 |  |
| Descent to Undermountain                                   | 1997 | [ 4 ]                                                                                            |                                                                 |  |
| Die by the Sword                                           | 1998 | Maya                                                                                             |                                                                 |  |
| The X-Fools                                                | 1998 |                                                                                                  |                                                                 |  |
| Baldur's Gate                                              | 1998 | Dynaheir, Liia J, Serving Wench                                                                  |                                                                 |  |
| Metal Gear Solid                                           | 1998 | Dr. Naomi Hunter                                                                                 | as Carren Learning                                              |  |
| Return to Krondor                                          | 1998 |                                                                                                  |                                                                 |  |
| Planescape: Torment                                        | 1999 | Fall-from-Grace, Deionarra                                                                       |                                                                 |  |
| Revenant                                                   | 1999 | Andria, Harowen                                                                                  |                                                                 |  |
| Gabriel Knight 3: Blood of the Sacred, Blood of the Damned | 1999 | Madeline Buthane                                                                                 |                                                                 |  |
| Star Wars: Force Commander                                 | 2000 | Building Lifter Pilot, Scanner Jammer Driver, Rullian Prisoner #2                                |                                                                 |  |
| Orphen: Scion of Sorcery                                   | 2000 | Cleo, Quaris                                                                                     |                                                                 |  |
| Baldur's Gate II: Shadows of Amn                           | 2000 | Mazzy Fentan                                                                                     |                                                                 |  |
| Alundra 2                                                  | 2000 | Ruby, Naomi, Rusty, Royal Girl B                                                                 |                                                                 |  |
| Ground Control                                             | 2000 | Sarah Parker, Squad & Dropship Voices #6                                                         |                                                                 |  |
| Spider-Man                                                 | 2000 | Black Cat, Mary Jane                                                                             |                                                                 |  |
| Sacrifice                                                  | 2000 | Persephone                                                                                       |                                                                 |  |
| Grandia II                                                 | 2000 | Elena, Paella                                                                                    |                                                                 |  |
| Ground Control: Dark Conspiracy                            | 2000 | Sarah Parker                                                                                     |                                                                 |  |
| The Powerpuff Girls: Chemical X-traction                   | 2001 | Princess Morbucks, Sedusa                                                                        |                                                                 |  |
| Atlantis: The Lost Empire – Search for the Journal         | 2001 |                                                                                                  |                                                                 |  |
| Kingdom Under Fire: A War of Heroes                        | 2001 |                                                                                                  |                                                                 |  |
| Baldur's Gate II: Throne of Bhaal                          | 2001 | Mazzy Fentan                                                                                     |                                                                 |  |
| Star Trek: Starfleet Command: Orion Pirates                | 2001 |                                                                                                  |                                                                 |  |
| Spider-Man II: Enter Electro                               | 2001 | Rogue, Dr. Watts, Computer 2                                                                     |                                                                 |  |
| Metal Gear Solid 2: Sons of Liberty                        | 2001 | Emma Emmerich                                                                                    |                                                                 |  |
| Baldur's Gate: Dark Alliance                               | 2001 |                                                                                                  |                                                                 |  |
| Bloody Roar: Primal Fury/Bloody Roar Extreme               | 2001 | Alice Nonomura, Shina, Uriko Nonomura                                                            | uncredited                                                      |  |
| X-Men: Next Dimension                                      | 2002 | Rogue                                                                                            |                                                                 |  |
| The Lord of the Rings: The Fellowship of the Ring          | 2002 | Galadriel, Lobelia                                                                               |                                                                 |  |
| Powerpuff Girls: Relish Rampage                            | 2002 | Miss Keane, Princess, Sedusa, Female Child 2, Female Child 3, Female Citizen 2, Female Citizen 3 |                                                                 |  |
| La Pucelle: Tactics                                        | 2002 | Prier                                                                                            |                                                                 |  |
| EOE: Eve of Extinction                                     | 2002 | Zera                                                                                             |                                                                 |  |
| Disney's Stitch: Experiment 626                            | 2002 |                                                                                                  |                                                                 |  |
| Eternal Darkness: Sanity's Requiem                         | 2002 | Alexandra Roivas, Xel'lotath                                                                     |                                                                 |  |
| Bruce Lee: Quest of the Dragon                             | 2002 | Xialon, Olika röstroller                                                                         |                                                                 |  |
| Star Trek: Starfleet Command III                           | 2002 | Federation Officer #1, Olika röstroller                                                          |                                                                 |  |
| Dark Chronicle                                             | 2002 | Holly                                                                                            |                                                                 |  |
| Metroid Prime                                              | 2002 | Samus Aran                                                                                       | okrediterad                                                     |  |
| Onimusha Blade Warriors                                    | 2003 | Kaede                                                                                            |                                                                 |  |
| Freelancer                                                 | 2003 | Commander Jun'ko Zane ('Juni')                                                                   |                                                                 |  |
| Tenchu: Wrath of Heaven                                    | 2003 | Keiken                                                                                           |                                                                 |  |
| P.N.03                                                     | 2003 | Vanessa Z. Schneider, The Client                                                                 |                                                                 |  |
| X2: Wolverine's Revenge                                    | 2003 | Carol Hines, Rogue                                                                               |                                                                 |  |
| Finding Nemo                                               | 2003 | [ 4 ]                                                                                            |                                                                 |  |
| RTX Red Rock                                               | 2003 | Colony Shrink                                                                                    |                                                                 |  |
| Arc the Lad: Twilight of the Spirits                       | 2003 | Delma                                                                                            |                                                                 |  |
| Lionheart: Legacy of the Crusader                          | 2003 |                                                                                                  |                                                                 |  |
| Star Wars: Knights of the Old Republic                     | 2003 | Bastila Shan                                                                                     |                                                                 |  |
| Star Wars Jedi Knight: Jedi Academy                        | 2003 | Jaden Korr (kvinnlig)                                                                            |                                                                 |  |
| The Hobbit                                                 | 2003 | Olika röstroller                                                                                 |                                                                 |  |
| Tak and the Power of Juju                                  | 2003 | Flora                                                                                            |                                                                 |  |
| Ground Control II: Operation Exodus                        |      | Major Sarah Parker                                                                               |                                                                 |  |
| Xenosaga Episode II: Jenseits von Gut und Böse             | 2004 | Nigredo (barn), Operator, U.M.N. Staff                                                           |                                                                 |  |
| Maximo vs. Army of Zin                                     | 2004 | Elizabet, White Lady                                                                             |                                                                 |  |
| Wrath Unleashed                                            | 2004 | Helamis                                                                                          |                                                                 |  |
| Onimusha 3                                                 | 2004 | Michelle Aubert                                                                                  |                                                                 |  |
| Scooby Doo: Mystery Mayhem                                 | 2004 | Poltergeist, Computer, Shermantech Scientist                                                     |                                                                 |  |
| Metal Gear Solid: The Twin Snakes                          | 2004 | Dr. Naomi Hunter                                                                                 |                                                                 |  |
| Samurai Jack: The Shadow of Aku                            | 2004 | Kid, Lizard, Villager, Slave                                                                     |                                                                 |  |
| Syphon Filter: The Omega Strain                            | 2004 | Maggie, Mara Aramov                                                                              |                                                                 |  |
| Tales of Symphonia                                         | 2004 | Sheena Fujibayashi                                                                               |                                                                 |  |
| Galleon                                                    | 2004 | Faith                                                                                            |                                                                 |  |
| Shellshock: Nam '67                                        | 2004 | Nurses #1                                                                                        |                                                                 |  |
| Tak 2: The Staff of Dreams                                 | 2004 | Flora                                                                                            |                                                                 |  |
| The Bard's Tale                                            | 2004 | Olika röstroller                                                                                 |                                                                 |  |
| EverQuest II                                               | 2004 | Generic Racial Callouts                                                                          |                                                                 |  |
| Metroid Prime 2: Echoes                                    | 2004 | Samus Aran                                                                                       | okrediterad                                                     |  |
| Star Wars: Knights of the Old Republic II The Sith Lords   | 2004 | Bastila Shan                                                                                     |                                                                 |  |
| Samurai Western                                            | 2005 | Anne Barret, Child 1, Gunman 3                                                                   |                                                                 |  |
| killer7                                                    | 2005 | Linda Vermillion                                                                                 |                                                                 |  |
| Darkwatch: Curse of the West                               | 2005 | Cassidy Sharp                                                                                    |                                                                 |  |
| Mercenaries: Playground of Destruction                     | 2005 | Jennifer Mui, News Correspondent #1, Pundit #1                                                   |                                                                 |  |
| Shadow Of Rome                                             | 2005 | Chamain, Additional Voices                                                                       |                                                                 |  |
| Doom 3: Resurrection of Evil                               | 2005 | Dr. Elizabeth McNeil                                                                             |                                                                 |  |
| Ape Escape: On the Loose                                   | 2005 | Casi, Mother, Child                                                                              |                                                                 |  |
| Predator: Concrete Jungle                                  | 2005 | Olika röstroller                                                                                 |                                                                 |  |
| X-Men Legends II: Rise of Apocalypse                       | 2005 | Scarlet Witch, Stepford Cuckoos                                                                  |                                                                 |  |
| Ultimate Spider-Man                                        | 2005 | Silver Sable                                                                                     |                                                                 |  |
| Tak: The Great Juju Challenge                              | 2005 | Flora                                                                                            |                                                                 |  |
| SOCOM 3: U.S. Navy SEALs                                   | 2005 | HQ                                                                                               |                                                                 |  |
| Operation: V.I.D.E.O.G.A.M.E.                              | 2005 | Numbuh 86, Computer                                                                              |                                                                 |  |
| SOCOM: U.S. Navy SEALs Fireteam Bravo                      | 2005 | HQ                                                                                               |                                                                 |  |
| Age of Empires III                                         | 2005 | Elizabet Ramsey                                                                                  |                                                                 |  |
| The Matrix: Path of Neo                                    | 2005 | Trinity                                                                                          |                                                                 |  |
| Soulcalibur 3                                              | 2005 | Tira                                                                                             |                                                                 |  |
| Neopets: The Darkest Faerie                                | 2005 | Illusen, Vanity                                                                                  |                                                                 |  |
| Kingdom of Paradise                                        | 2005 | Xiux Yu, Ginritsu                                                                                |                                                                 |  |
| Dance Dance Revolution: Mario Mix                          | 2005 | Toadette                                                                                         |                                                                 |  |
| Tales of Legendia                                          | 2006 | Stella                                                                                           | uncredited                                                      |  |
| Syphon Filter: Dark Mirror                                 | 2006 | Maggie, Mara Aramov                                                                              |                                                                 |  |
| Spider-Man: Battle for New York                            | 2006 | Silver Sable                                                                                     |                                                                 |  |
| The Da Vinci Code                                          | 2006 | Sophie Neveu                                                                                     |                                                                 |  |
| Cars                                                       | 2006 |                                                                                                  |                                                                 |  |
| Justice League Heroes                                      | 2006 | Black Canary                                                                                     |                                                                 |  |
| Scooby-Doo: Who's Watching Who?                            | 2006 | Professor Lorelei Leigh                                                                          |                                                                 |  |
| SOCOM: U.S. Navy SEALs Combined Assault                    | 2006 | HQ                                                                                               |                                                                 |  |
| SOCOM: U.S. Navy SEALs Fireteam Bravo 2                    | 2006 | HQ                                                                                               |                                                                 |  |
| Metroid Prime 3: Corruption                                | 2007 | Samus Aran                                                                                       | okrediterad                                                     |  |
| Syphon Filter: Logan's Shadow                              | 2007 | Maggie Powers                                                                                    |                                                                 |  |
| SOCOM: U.S. Navy SEALs Tactical Strike                     | 2007 | HQ                                                                                               |                                                                 |  |
| Totally Spies!: Swamp Monster Blues                        | 2007 | Sam                                                                                              |                                                                 |  |
| Spider-Man: Friend or Foe                                  | 2007 | Silver Sable                                                                                     |                                                                 |  |
| Mass Effect                                                | 2007 | Commander Shepard (kvinnlig), Olika röstroller                                                   |                                                                 |  |
| Disney Friends                                             | 2008 | Dory                                                                                             |                                                                 |  |
| Metal Gear Solid 4: Guns of the Patriots                   | 2008 | Naomi Hunter                                                                                     |                                                                 |  |
| Mercenaries 2: World In Flames                             | 2008 | Jennifer Mui                                                                                     |                                                                 |  |
| SOCOM: Confrontation                                       | 2008 | Commando Announcer                                                                               |                                                                 |  |
| Stalker: Clear Sky                                         | 2008 | Multiplayer annonsör                                                                             |                                                                 |  |
| Rise of the Argonauts                                      | 2008 | Alceme                                                                                           |                                                                 |  |
| Soulcalibur 4                                              | 2008 | Tira                                                                                             |                                                                 |  |
| Brütal Legend                                              | 2009 | Ophelia                                                                                          |                                                                 |  |
| Kingdom Hearts Birth By Sleep                              | 2009 | Cinderelle                                                                                       |                                                                 |  |
| Spider-Man: Shattered Dimensions                           | 2010 | Silver Sable                                                                                     |                                                                 |  |
| No More Heroes 2: Desperate Struggle                       | 2010 | Kimmy Howell / Alice Twilight                                                                    |                                                                 |  |
| Mass Effect 2                                              | 2010 | Commander Shepard (kvinnlig)                                                                     |                                                                 |  |
| Kingdom Hearts Birth by Sleep                              | 2010 | Askungen/Aurora                                                                                  |                                                                 |  |
| God of War: Ghost of Sparta                                | 2010 | Erinys Young Callisto                                                                            | krediterad som "Daughter of Death," i samarbete med Erin Torpey |  |
| Marvel vs. Capcom 3: Fate of Two Worlds                    | 2011 | Phoenix                                                                                          |                                                                 |  |
| Star Wars: The Old Republic                                | 2011 | Satele Shan, kvinnlig Trooper och andra roller                                                   |                                                                 |  |
| Bulletstorm                                                | 2011 | Trishka Novak                                                                                    |                                                                 |  |
| Knights Contract                                           | 2011 | Trude/berättaren (Mother)                                                                        |                                                                 |  |
| SOCOM 4                                                    | 2011 | HQ                                                                                               |                                                                 |  |
| Gears of War 3                                             | 2011 | Warehouse Stranded                                                                               |                                                                 |  |
| Ultimate Marvel vs. Capcom 3                               | 2011 | Phoenix                                                                                          |                                                                 |  |
| Uncharted 3: Drake's Deception                             | 2011 | Multiplayer annonsör                                                                             |                                                                 |  |
| Kinect Disneyland Adventures                               | 2011 | Askungen/Aurora                                                                                  |                                                                 |  |
| Mass Effect 3                                              | 2012 | Commander Shepard (kvinnlig)                                                                     |                                                                 |  |
| Diablo III                                                 | 2012 | Leah                                                                                             |                                                                 |  |
| Guild Wars 2                                               | 2012 | Sylvari Female, Queen Jennah                                                                     |                                                                 |  |
| Scribblenauts Unlimited                                    | 2012 | Lily, berättaren                                                                                 |                                                                 |  |
| Call of Duty: Black Ops 2                                  | 2012 | Anderson, Police Dispatcher                                                                      |                                                                 |  |
| Halo 4                                                     | 2012 | Commander Sarah Palmer                                                                           |                                                                 |  |
| PlayStation All-Stars Battle Royale                        | 2012 | Nariko                                                                                           |                                                                 |  |
| Soulcalibur 5                                              | 2012 | Tira                                                                                             |                                                                 |  |
| BioShock Infinite                                          | 2013 | Rosalind Lutece                                                                                  |                                                                 |  |
| God of War: Ascension                                      | 2013 | Alecto, Lysandra                                                                                 | Röst och Mo-Cap                                                 |  |
| Fuse                                                       | 2013 | Naya Deveraux                                                                                    |                                                                 |  |
| République                                                 | 2013 | Mentor                                                                                           | forthcomin                                                      |  |
| Dragon Age: Inquisition                                    | 2014 | Krem                                                                                             |                                                                 |  |
| Ratchet & Clank: Rift Apart                                | 2021 | Rivet                                                                                            |                                                                 |  |